# 22. veljače
22. veljače (22. 2.) 53. je dan godine po gregorijanskom kalendaru.
Do kraja godine ima još 312 dana (313 u prijestupnoj godini).

## Događaji
- 1288. – Nikola IV. postao papom
- 1632. – Objavljen Galilejev Dijalog o dvama glavnim sustavima svijeta.
- 1819. – Adams-Onísovim sporazumom Španjolska prodala Floridu Sjedinjenim Državama za pet milijuna dolara.
- 1924. – Talijanska vlada donijela Dekret o aneksiji Rijeke Italiji.
- 1942. – Drugi svjetski rat: Predsjednik Franklin Delano Roosevelt naređuje generalu Douglasu MacArthuru povlačenje s Filipina zbog pada američke defenzive.
- 1980. – Sjedinjene Države porazile Sovjetski Savez u olimpijskom hokeju na ledu – nevjerojatna pobjeda nazvana Čudo na ledu.
- 1958. – Održana 15. dodjela "Zlatnog globusa".
- 1987. – Papa Ivan Pavao II. objavio je encikliku Donum Vitae (hrv. Dar života) o biomedicinskim istraživanjima i reproduktivnim tehnikama. Poruka enciklike je poziv na zaštitu ljudskog života od trenutka začeća.
- 1991. – Hrvatski sabor donio je Rezoluciju o razdruživanju sa SFRJ i Rezoluciju o zaštiti ustavnog poretka Republike Hrvatske.

| - 1161. – papa Inocent III. († 1216.) - 1403. – Karlo VII., kralj Francuske († 1461.) - 1440. – Ladislav V. Posmrtni, ugarsko-hrvatski i češki kralj († 1457.) - 1732. – George Washington, prvi predsjednik SADa († 1799.) - 1788. – Arthur Schopenhauer, njemački filozof († 1860.) - 1810. – Frédéric Chopin, poljski skladatelj († 1849.) - 1840. – August Bebel, njemački socijalist († 1913.) - 1857. – Heinrich Rudolf Hertz, njemački fizičar († 1894.) - 1857. – Sir Robert Badden Powell, osnivač svjetskog izviđačkog (skautskog) pokreta († 1941.) - 1900. – Luis Buñuel, španjolski filmski redatelj († 1983.) - 1913. – Ranko Marinković, hrvatski književnik i dramski pisac († 2001.) - 1914. – Renato Dulbecco, talijanski virolog i nobelovac († 2012.) - 1921. – Giulietta Masina, talijanska glumica († 1994.) - 1922. – Cvijeta Grospić, hrvatska književnica († 2015.) - 1935. – Danilo Kiš, srpski književnik († 1989.) - 1937. – Petar Radaković, hrvatski nogometaš († 1966.) - 1943. – Horst Köhler, njemački političar predsjednik († 2025.) - 1943. – Neda Ritz, hrvatska TV voditeljica - 1943. – Eduard Limonov, ruski pisac i političar († 2020.) - 1949. – Niki Lauda, austrijski vozač Formule 1 i trostruki svjetski prvak, pilot i poduzetnik († 2019.) - 1950. – Julie Walters, britanska glumica - 1950. – Miou-Miou, francuska glumica - 1959. – Kyle MacLachlan, američki glumac - 1962. – Steve Irwin, australijski zoolog, naturalist i televizijska zvijezda - 1974. – James Blunt, britanski glazbenik - 1975. – Drew Barrymore, američka glumica | - 1512. – Ameriggo Vespucci, talijanski moreplovac - 1873. – Peter Dajnko, slovenski pisac i pčeral (* 1787.) - 1875. – Camille Corot, francuski slikar (* 1796.) - 1952. – Benedetto Croce, talijanski filozof, političar, povjesničar umjetnosti i literarni kritičar (* 1866.) - 1987. – Andy Warhol, američki slikar, dizajner i filmski stvaratelj (* 1928.) - 2011. – Ivan Picelj, hrvatski slikar, grafičar i oblikovatelj (* 1924.) |

## Blagdani i spomendani
- Katedra sv. Petra
- Margareta Kotorska
- Dan neovisnosti (Sveta Lucija)

## Imendani
- Petar
- Izabela
- Tvrtko